# Pinus mugo
Pinus mugo, el pino negro, pino de montaña o pino moro es un pino arbustivo perteneciente a la familia de las pináceas que presenta dos subespecies de hábitat bastante diferente, que por algunos autores son dos especies diferentes: el Pinus mugo subsp. mugo, arbustivo y que encontramos sobre todo en los Alpes, y el Pinus mugo subsp. uncinata o  pino negro, que encontramos en los Pirineos. Ambas subespecies tienen las agujas agrupadas en pares (como el resto de pinos europeos) y piñas pequeñas casi sésiles.

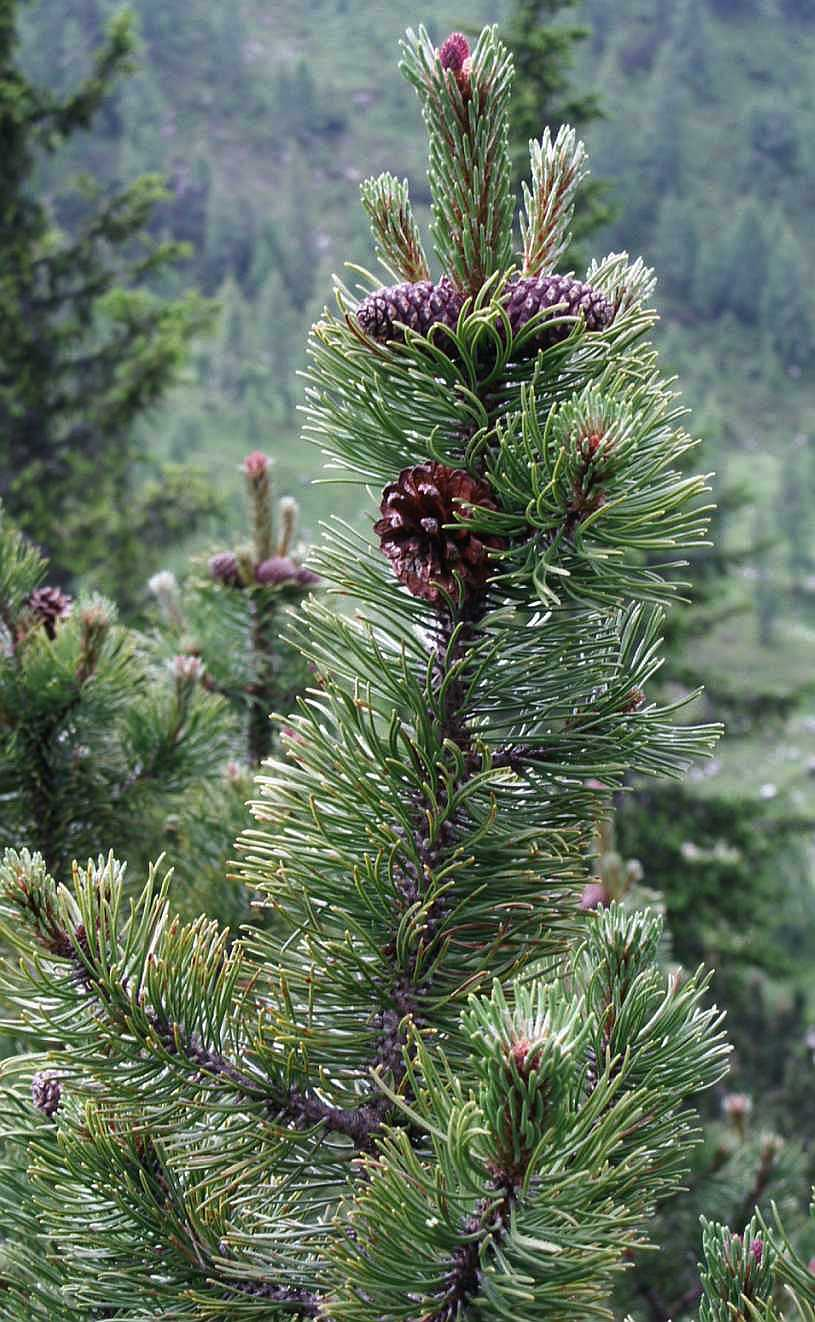
Detalle

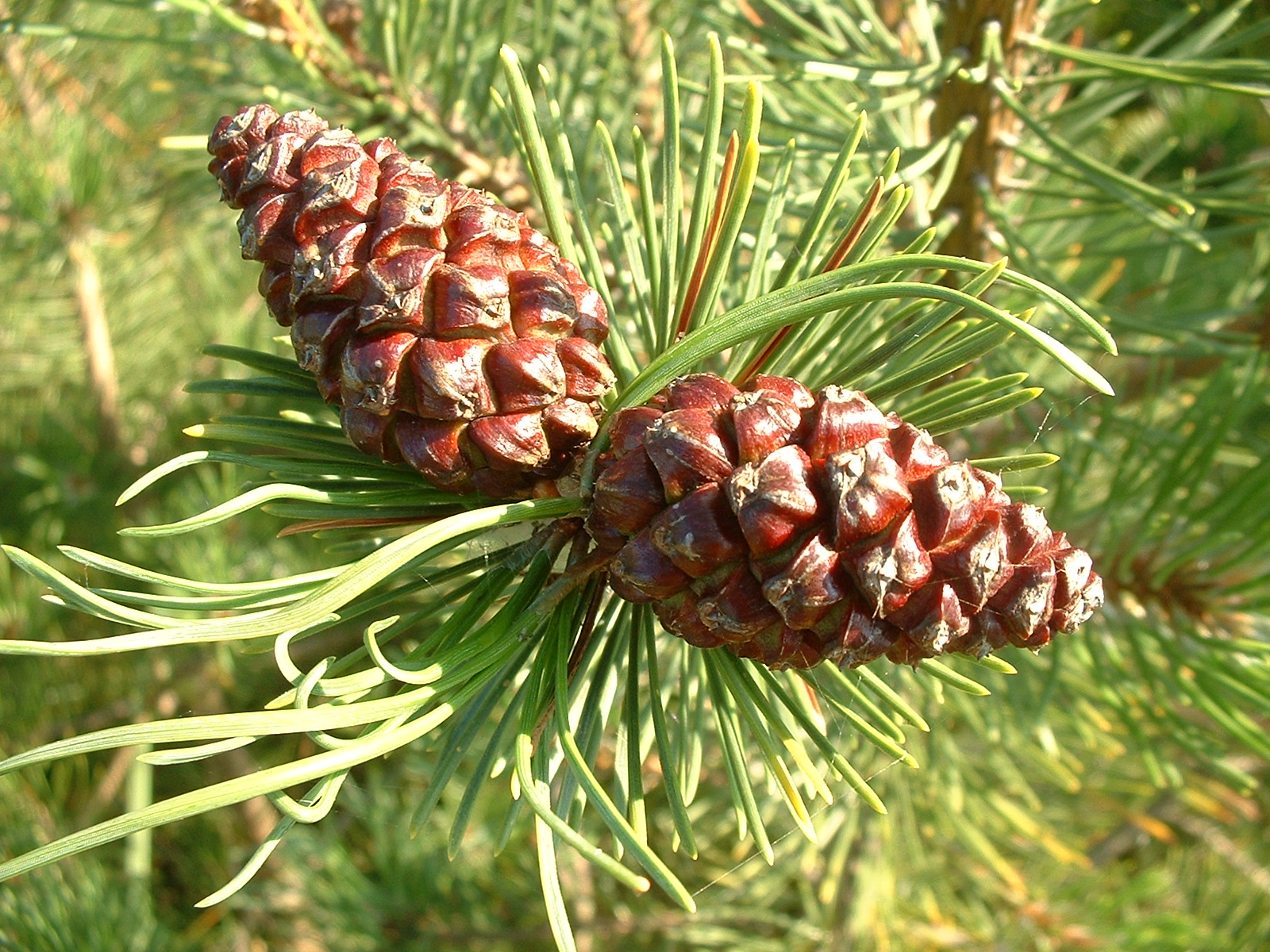
Conos

## Descripción

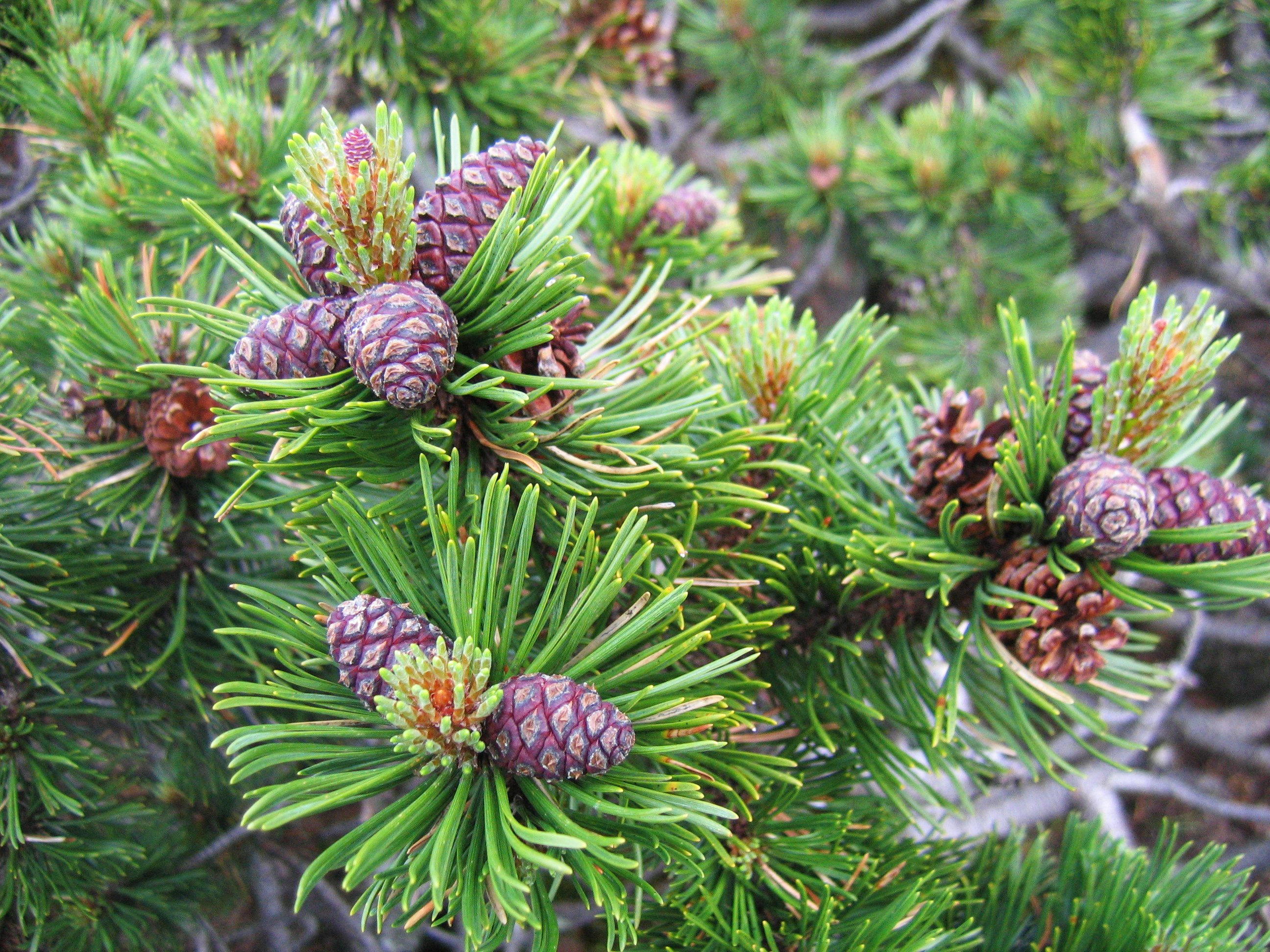
Estróbilos de Pinus mugo en los montes Tatra (Polonia).

Es un árbol de porte rastrero que tiene una altura máxima de 20 metros. Presenta acículas agrupadas en parejas, y tiene una piña de pequeño tamaño simétrica, sentada y de apófisis no prominente, lo que lo diferencia de Pinus uncinata, con el cual está estrechamente relacionado y al que algunos autores consideran una subespecie (Pinus mugo ssp. uncinata). Es un árbol de copa entre alargada y cónica, de hasta 20 metros, con las ramas bajas acercadas al suelo, y el tronco es normalmente recto y grueso pero a veces tortuoso y con la copa deformada. Hojas fuertes, oscuridades y punzantes, muy acercadas. Las piñas son asimétricas con las escamas prominentes. El epíteto "uncinata" hace referencia precisamente a este aspecto de "gancho" de las escamas.
En los Pirineos catalanes es muy común entre los 1300 y los 2400 metros, donde forma bosques. También se encuentra en los Pirineos aragoneses y navarros, progresivamente más escaso cuanto más hacia el oeste, y también aparece en algunos lugares aislados del Sistema Ibérico.
Ecológicamente, ocupa la parte superior de la zona subalpina, por encima de los bosques de abeto (Abies amanecer) o haya (Fagus sylvatica) que puede haber en las zonas más de sombra y en contacto con el pino rojo (Pinus sylvestris) en las partes más solanas. En estas zonas de contacto podemos encontrar ejemplares híbridos entre estas dos especies (Pinus x bougeti). Más arriba es la especie que marca el límite altitudinal del bosque en los Pirineos, aunque individuos aislados pueden llegar a crecer por encima de los 2700 m. Es una especie de crecimiento lento, con pocos requerimientos ambientales y capaz de colonizar lugares muy desfavorables. Al límite altitudinal de su distribución es normal encontrar ejemplares muy viejos con un aspecto torturado, creciendo en grietas de roca, verdaderos conquistadores de la alta montaña. Algunos de estos ejemplares tienen, a pesar de su aspecto, más de 700 años.

## Distribución y hábitat
El pino mugo habita en zonas de alta montaña centroeuropea, desde los Pirineos y este de los Alpes hasta los Alpes de Transilvania y los Balcanes, entre los 1.500 y los 2.500 m de altitud. Es una especie dominante en matorrales subalpinos densos, por lo que tiene un gran valor protector del suelo. Aparece también frecuentemente en el sotobosque de los alerzales de Larix decidua.
Hay dos grandes subespecies:
- Pinus mugo subsp. mugo en el este y el sur de su área de distribución (Alpes meridionales y orientales, península balcánica), una planta baja, arbustiva, a menudo con muchos estemas de hasta 3-6 m de alto con estróbilos simétricos.

- Pinus mugo subsp. uncinata en el oeste y en el norte del área de distribución (desde los Pirineos hacia el noreste hasta Polonia), un árbol más grande, normalmente de un estema de hasta 20 m de alto con estróbilos asimétricos (las escamas son más gruesas en un lado del cono que en el otro). Muchos autores lo consideran una especie autónoma (Pinus uncinata)

Las dos subespecies interactúan en gran medida (subespecie híbrida Pinus mugo ssp. rotundata) en los Alpes occidentales y los Cárpatos septentrionales. Algunos botánicos tratan la subespecie occidental como una especie separada, Pinus uncinata, otros como una mera variedad, Pinus mugo var. rostrata. Esta subespecie en los Pirineos marca la línea de árboles, el límite del hábitat en el que los árboles son capaces de crecer.

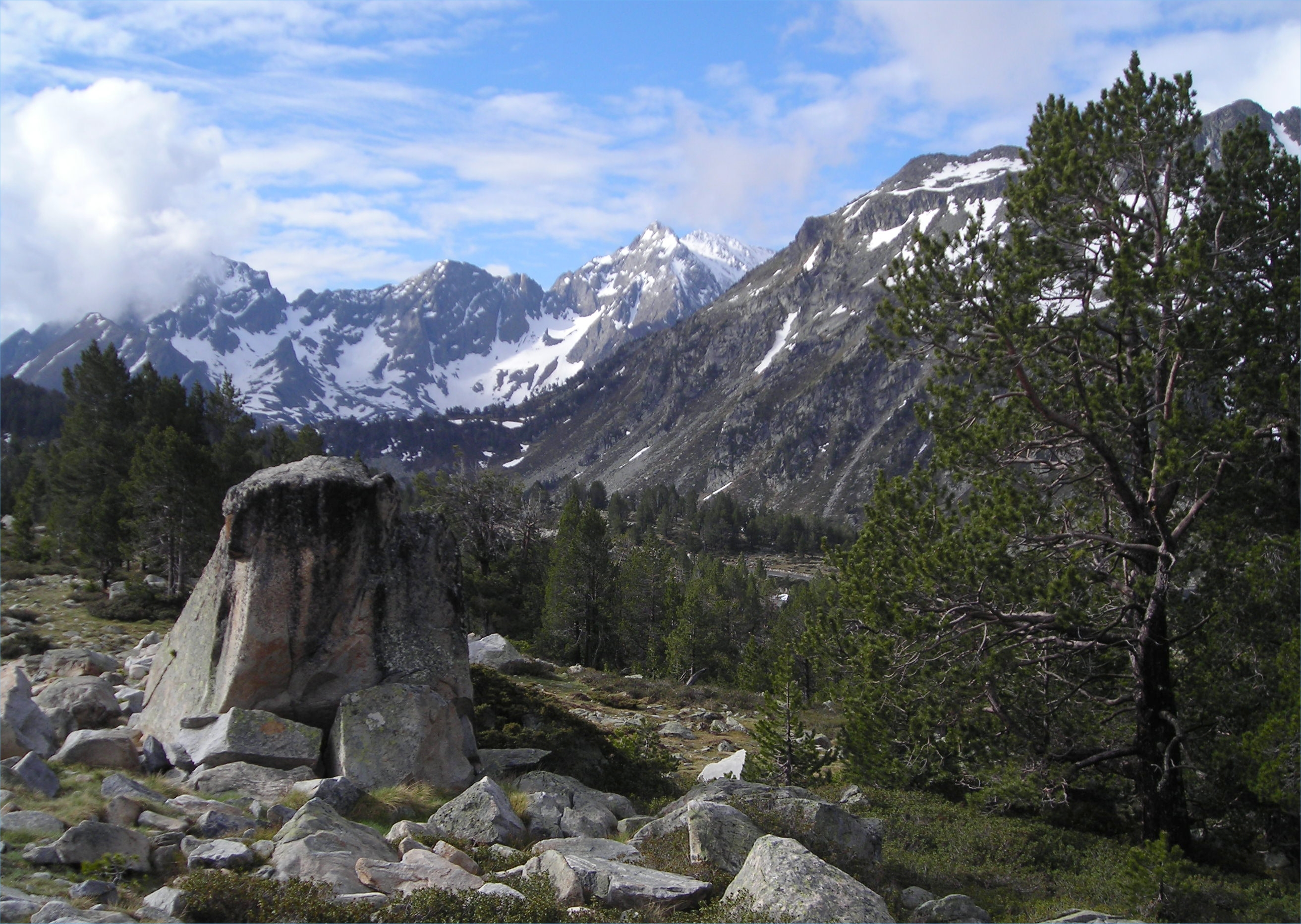
Pinus mugo subsp. uncinata a 2200 msnm en el macizo Néouvielle, Francia.

## Propiedades
Tienen efecto balsámico, expectorante, broncosedante, antiasmático, rubefaciente, desinfectante.
Principios activos
Aceite esencial, contiene ácido gálico, resinas, ácido tánico.

## Taxonomía
Pinus mugo fue descrita por Antonio Turra   y publicado en Giornale d'Italia, Spettante alla Scienze Naturale e Principalmente all'Agricoltura, alle Arti ed al Commercio 1: 152. 1764.
Etimología
Pinus: nombre genérico dado en latín al pino.
mugo: epíteto
Sinonimia
- Pinus applanata (Booth ex Loudon) Willk.
- Pinus carpathicus auct.
- Pinus digenea Wettst.
- Pinus echinata Carrière
- Pinus fischeri Booth ex P.Laws.
- Pinus magellensis Schouw
- Pinus montana Mill.
- Pinus mugho Laichard.
- Pinus mughus Scop.
- Pinus pumilio Haenke
- Pinus rostrata K.Koch
- Pinus rubriflora' Loudon ex Gordon
- Pinus squamosa Bosc ex Loudon
- Pinus sudeticus auct.
- Pinus wettsteinii Fritsch[8][9]